# Mémorial Etxaniz
Le Mémorial Etxaniz est une course cycliste espagnole disputée chaque année à Elgoibar (Guipuscoa), dans la communauté autonome du Pays basque. Créée en 1947, elle est organisée par la Sociedad Ciclista Gure Bide. 

## Présentation
La course est disputée pour la première fois le 25 août 1947. Elle rend hommage à Juan Etxaniz Arrieta, un ancien coureur cycliste d'Elgoibar, qui est mort à 19 ans de la grippe espagnole. Réservée aux coureurs débutants et de quatrième catégorie, cette édition inaugurale est remportée par José Bergara. Depuis 1959, elle est organisée par la société Gure Bide.
Le Mémorial se déroule traditionnellement au 23 août, jour de célébration de la Saint Barthélemy dans la commune. 
Depuis sa création, le Mémorial compte à son palmarès des cyclistes réputés comme Domingo Perurena, José Nazábal, Alfonso Gutiérrez, David Etxebarria, Roberto Heras, Unai Osa ou encore Samuel Sánchez, champion olympique. Plus récemment, on dénombre notamment parmi les vainqueurs Luis León Sánchez, Juan José Lobato ou Jaime Rosón, parmi tant d'autres ayant ensuite intégré les rangs professionnels.
L'édition 2020 est annulée en raison du contexte sanitaire lié à la pandémie de Covid-19.

## Palmarès
| Année     | Vainqueur                  | Deuxième                  | Troisième                |
| --------- | -------------------------- | ------------------------- | ------------------------ |
| 1947      | José Bergara               | Juan Cruz Ganzarain       |                          |
| 1948-1953 | ?                          | ?                         | ?                        |
| 1954      | Óscar Elgezabal            | Antonio Barrutia          |                          |
| 1955      | Fausto Iza                 |                           |                          |
| 1956-1958 | ?                          | ?                         | ?                        |
| 1959      | José Manuel Lasa           |                           |                          |
| 1960-1964 | ?                          | ?                         | ?                        |
| 1965      | Domingo Perurena           |                           |                          |
| 1966-1970 | ?                          | ?                         | ?                        |
| 1971      | José Nazábal               |                           |                          |
| 1972-1975 | ?                          | ?                         | ?                        |
| 1976      | Felipe Yáñez               |                           |                          |
| 1977-1979 | ?                          | ?                         | ?                        |
| 1980      | Jokin Mujika               |                           |                          |
| 1981      | Alfonso Gutiérrez          |                           |                          |
| 1982      | Alberto Leanizbarrutia     |                           |                          |
| 1983      | José María Zubizarreta     |                           |                          |
| 1984      | Luis Miguel Guerra         |                           |                          |
| 1985      | Rafael López de Aberasturi |                           |                          |
| 1986      | Iñaki Aduriz               |                           |                          |
| 1987      | José Ramón Uriarte         |                           |                          |
| 1988      | Mikel Lasa                 |                           |                          |
| 1989      | Salvador Ruiz              |                           |                          |
| 1990      | Erwin Nijboer              |                           |                          |
| 1991      | Javier Palacín (es)        |                           |                          |
| 1992      | Iker Zabaleta              |                           |                          |
| 1993      | David Etxebarria           |                           |                          |
| 1994      | Roberto Heras              |                           |                          |
| 1995      | Unai Osa                   |                           |                          |
| 1996      | Jon Bru                    |                           |                          |
| 1997      | Gorka Arrizabalaga         |                           |                          |
| 1998      | Samuel Sánchez             | Xavier Florencio          | Mikel Astarloza          |
| 1999      | Samuel Sánchez             |                           |                          |
| 2000      | Joseba Zubeldia            | Joaquim Rodríguez         | David Arroyo             |
| 2001      | Aitor Hernández            | Koldo Fernández           | César Gárriz             |
| 2002      | Luis León Sánchez          | Iker Mezo                 | Unai Hernaiz             |
| 2003      | Iker Leonet                | Igor Antón                | Iñigo Lariz              |
| 2004      | Juan Francisco Mundiñano   | Sergio Bernardo           | Natanael Ayllón          |
| 2005      | Julen Goikoetxea (en)      | José Antonio Baños (de)   | Beñat Intxausti          |
| 2006      | Rubén Palacios             | Adrián Sáez               | Xabier Iriarte           |
| 2007      | Juan José Lobato           | Pedro Merino              | Alberto Morrás           |
| 2008      | Nicolas Capdepuy           | Miguel Rabouy             | Ricardo García           |
| 2009      | Igor Merino                | Gorka Olaizola            | Aitor Ocampos            |
| 2010      | Jesús Herrada              | Adrián López Garrido (es) | Igor Merino              |
| 2011      | Karol Domagalski           | Markel Antón              | Francisco Moreno         |
| 2012      | Fernando Grijalba          | Imanol Estévez            | Miguel Ángel Benito      |
| 2013      | Jaime Rosón                | Mikel Elorza              | Juan Antonio López-Cózar |
| 2014      | Sergio Rodríguez           | Daniel López              | Eneko Lizarralde         |
| 2015      | Jon Irisarri               | Jonathan Lastra           | Ahetze Arratibel         |
| 2016      | Julen Irizar               | Dzmitry Zhyhunou          | Óscar González del Campo |
| 2017      | Omer Goldstein             | Sergio Samitier           | Eduardo Llacer           |
| 2018      | Unai Cuadrado              | Jon Agirre                | Francisco Galván         |
| 2019      | Francisco Galván           | Alex Jaime                | Iker Ballarin            |
| 2020      | annulé                     | annulé                    | annulé                   |
| 2021      | Asier Etxeberria           | Unai Esparza              | Xabier Isasa             |
| 2022      | Mulu Hailemichael          | Pablo García              | Abel Balderstone         |
| 2023      | Lucas Towers               | Diego Uriarte             | Iker Mintegi             |
| 2024      | Pablo Carrascosa           | Sergio Trueba             | Asier Castilla           |